# Albërie Hadërgjonaj
Albërie Hadërgjonaj (ur. 15 września 1975 w Dečani) – albańska piosenkarka pochodząca z Kosowa, odznaczona orderem Honoru Kosowa (Nderi i Kosovës).

## Życiorys
W 1988 z powodu represji ze strony jugosłowiańskich władz, wyemigrowała z matką do Stanów Zjednoczonych. W latach 90. przeniosła się do Albanii.
W latach 2005, 2007, 2011 i 2015 wzięła udział w festiwalu muzycznym Kënga Magjike.

## Dyskografia[1]

### Albumy
| Rok  | Album                    |
| ---- | ------------------------ |
| 1999 | Lozonjare                |
| 2005 | Loçka jeme               |
| 2011 | Kur nuk shkon, nuk shkon |

### Teledyski
| Rok  | Teledysk           |
| ---- | ------------------ |
| 2011 | Music              |
| 2013 | A trendafil        |
| 2013 | Asnjehere          |
| 2014 | Herët a vonë       |
| 2016 | Sa herë m'ke dasht |
| 2018 | Leje leje          |
| 2018 | 1 shans            |
| 2019 | Pa te nuk mundem   |

## Życie prywatne
Jej ojciec zmarł miesiąc przed jej narodzinami.
Albërie Hadërgjonaj ma dwie córki: Agnes i Angelinę.